# Live in Munich 1977
Live in Munich 1977 — живий альбом англійської групи Rainbow, який був випущений 13 червня 2006 року.

## Композиції
1. Kill the King - 4:38
2. Mistreated - 11:03
3. Sixteenth Century Greensleeves - 8:21
4. Catch the Rainbow - 17:31
5. Long Live Rock 'n' Roll - 7:33
6. Man on the Silver Mountain - 14:37
7. Still I'm Sad - 25:16
8. Do You Close Your Eyes? - 9:37

## Склад
- Ронні Джеймс Діо - вокал
- Річі Блекмор - гітара
- Девід Стоун - синтезатор
- Боб Дейслі - басс-гітара
- Козі Пауелл - ударні